# De Profundis (Brief-Rollenspiel)
De Profundis ist ein Brief-Rollenspiel von Michal Oracz.
Thematisch orientiert es sich am literarischen Werk von H.P. Lovecraft und anderen Autoren wie Bram Stoker. Das Spiel beinhaltet Elemente traditioneller Pen-&-Paper-Rollenspiele. Ein besonderer Schwerpunkt liegt dabei auf dem ebenfalls von Lovecraft inspirierten Rollenspiel Cthulhu.

## Inhalt und Aufbau
Das Buch ist nicht nur eine Spielanleitung, sondern zugleich eine Demonstration des Spieles selbst. Es besteht ausschließlich aus Briefen des polnischen Autors, Michal Oracz, an Ralf Sandfuchs, den deutschen Übersetzer des Buches. In diesen Briefen, aus denen hervorgeht, dass der Verfasser allmählich den Bezug zur Realität verliert, wird die Funktionsweise des Spiels erklärt.
Grundsätzlich handelt es sich bei De Profundis um ein Brief-Rollenspiel. Die möglichen Variationen und der besondere Zugang des Spiels zur Realität erschweren jedoch eine genaue Einordnung. Der Autor sieht das Spiel weniger als Rollenspiel, sondern vielmehr als Psychodrama in Briefform.
Zunächst überlegt sich jeder Spieler einen Charakter, dessen Rolle er in den Briefen übernimmt. Das eigentliche Spiel besteht in Form der Briefwechsel zwischen den Spielern bzw. ihren Charakteren. Die Grundannahme ist dabei die Existenz von geheimnisvollen, düsteren Mächten hinter der scheinbaren Realität, angelehnt an H.P. Lovecraft und seinen Cthulhu-Mythos. Es gibt kein festgelegtes Ziel oder Ende des Spieles, und kaum Einschränkungen hinsichtlich Handlung oder Gestaltung.
Wichtig ist, dass die Briefe authentisch erscheinen. Weil sich der Kontakt der Spieler auf die Briefe beschränkt, kommt diesen eine besondere Aussagekraft zu. So können etwa stilistische Details wie eine zittrige Handschrift auf Furcht oder Wahnsinn eines Charakters hinweisen.

## Varianten
Die Grundform von De Profundis ist das eigentliche Spiel und bildet den ersten Teil des Buches. In den anderen beiden Teilen werden Varianten oder Erweiterungen des Spieles vorgestellt. Sie können jeweils für sich eine eigene Spiel-Erfahrung bieten, die aber wiederum in den Inhalt der Briefe einfließen kann.
Der Autor weist darauf hin, dass ein Psychodrama wie De Profundis für psychisch sensible Personen unter Umständen gefährlich sein kann. Besonders die beiden Erweiterungen fordern den Spieler auf, sich sehr intensiv mit einer albtraumhaften Fantasie-Welt auseinanderzusetzen, und beschränken sich nicht mehr auf Briefe. So steht auf der Rückseite des Buches folgender Hinweis:
Ein Erzählspiel für geistig stabile Erwachsene.
Nicht für Jugendliche unter 16 Jahren geeignet!

### Phantasmagoria
Hier geht es darum, die Welt aus einer neuen Perspektive zu betrachten. Das Spiel beschränkt sich nun nicht länger auf die Briefe, sondern dehnt sich auf die gesamte Umgebung aus.
Die Herausforderung besteht darin, mit Hilfe der eigenen Vorstellungskraft die reale Welt und die düstere Fantasie-Welt von De Profundis übereinanderzulegen. Scheinbar normale Vorgänge und Beobachtungen sollen, wie durch einen Filter gesehen, in Gedanken mit grausigen, mysteriösen Mächten verknüpft werden. Wesentlich ist, sich mit allen Sinnen in diese Erfahrung hineinzuversetzen. Der Autor bezeichnet die Erfahrungen durch Phantasmagoria auch als kontrollierte Paranoia oder Schizophrenie.

### Der Einsiedler
Die zweite Variante fügt dem Erleben der eigenen Fantasie eine weitere Dimension hinzu. Sie ist geprägt durch eine intensive Auseinandersetzung mit der eigenen Psyche, und eine zunehmende Abstraktion von der wahrgenommenen Wirklichkeit.
Die wirkliche Welt stellt hier ein einziges Spielfeld dar, und verschwimmt dabei mit der Fantasie-Welt. Regeln werden je nach Bedarf erfunden oder aus der inneren Logik des Spieles abgeleitet. Dabei kommen auch Hilfsmittel wie Würfel und Tabellen zum Einsatz. Menschliche Mitspieler sind jedoch nicht mehr nötig.
Die stellenweise wirren Anregungen des Buches für diese Spielweise können nur eine geringe Hilfe bieten. Der Erzähler ist nämlich in diesem Stadium vollends dem Wahnsinn verfallen.